# Giovanni Gentile

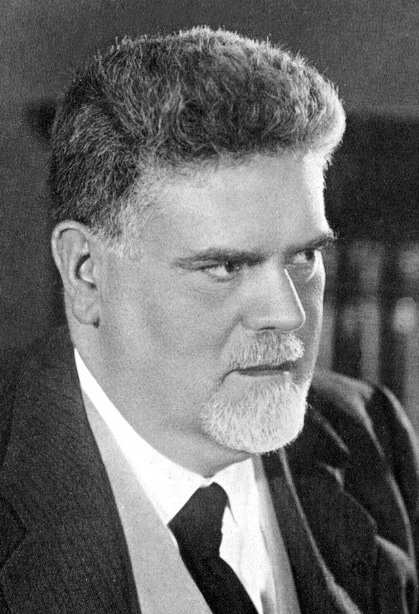
Gentile als Direktor der Scuola Normale Superiore in Pisa

Giovanni Gentile (* 29. Mai 1875 in Castelvetrano (TP), Sizilien; † 15. April 1944 in Florenz) war ein italienischer Philosoph, Kulturmanager und Politiker (PNF). Gentile wird vor allem in Italien als einer der Hauptvertreter des Neuidealismus, aber auch als das intellektuelle Aushängeschild des italienischen Faschismus angesehen.

## Leben
Giovanni Gentile – aus kleinbürgerlichen Verhältnissen stammend – studierte Philosophie an der Scuola Normale Superiore in Pisa. Anschließend war er Gymnasiallehrer in Campobasso und Neapel. 1906 wurde Gentile zum Professor für Geschichte der Philosophie an der Universität Palermo ernannt. 1914 wechselte er an die Universität Pisa; 1917 erhielt er einen Ruf an die Universität La Sapienza in Rom. Von 1928 bis 1932 war er kommissarischer Leiter, dann bis 1943 Direktor der Scuola Normale Superiore di Pisa. Von 1934 bis 1944 war er auch Vizepräsident der Wirtschaftsuniversität Luigi Bocconi in Mailand.
Mit Beginn des 20. Jahrhunderts war Gentile gemeinsam mit Benedetto Croce der Vorreiter einer intellektuellen Neuorientierung des italienischen Kulturlebens, die sich in Auseinandersetzung mit dem Positivismus und Naturalismus des 19. Jahrhunderts, mit der wissenschaftlichen Kultur und Bemühungen zur Ausweitung der Bildung vollzog. Sein Denken, das seinen Ausdruck in der seit 1903 erscheinenden Zeitschrift La Critica fand, war geprägt von einer Mischung aus konservativ-bürgerlichem Elitarismus, Nationalismus und radikaler Ablehnung traditioneller Religion. Seine Philosophie, der „Aktualismus“, war anfangs völlig unpolitisch. Es handelt sich um ein Gedankengebäude, das mit einer dem Idealismus Hegels entlehnten Terminologie einer von allen Regeln und Grenzen befreiten Tat den Vorrang vor allem anderen einräumt. Nach Gentiles Vorstellung vereinigen sich sämtliche Erscheinungen, sämtliche Gedanken, jedes Tun ideell in einem „reinen Akt“ (atto puro), der Ausdruck höchster Sittlichkeit ist. Der unpolitische Charakter seiner Philosophie änderte sich mit Beginn des Ersten Weltkrieges. Nation und Staat rückten in den Mittelpunkt seiner Überlegungen und Publikationen. Gentile identifizierte schrittweise den Nationalstaat und später den faschistischen Staat, letztlich den Führer dieses Staates, mit dem atto puro, der alles weiß und stets sittlich handelt.
Nachdem Benito Mussolini am 31. Oktober 1922 zum Ministerpräsidenten ernannt worden war, wurde Gentile Erziehungsminister in Mussolinis erstem Kabinett und wenige Tage später auch Senator des Königreichs. Er führte die nach ihm benannte Schul- und Hochschulreform durch (riforma Gentile) und trat kurz nach der Ermordung Matteottis am 1. Juli 1924 zurück. 
Giovanni Gentile ist der Verfasser des Manifestes der faschistischen Intellektuellen an die Intellektuellen aller Nationen, das öffentlich von etwa 250 italienischen Intellektuellen unterstützt wurde und am 21. April 1925 in allen Tageszeitungen Italiens erschien. Der Faschismus sei „aus den Schützengräben“ entstanden, heißt es darin, wo Benito Mussolini 1919 „ein Häuflein von Männern versammelte“. Der Faschismus sei „der Geist des Fortschritts und des Antriebs für alle nationalen Kräfte“, er richte sich gegen den „alten demokratischen Liberalismus“. Die Freiheit der Presse sei aufgehoben worden, weil „eine bestimmte Presse die Nation der Gefahr aussetzt, in die größte Unordnung hineinzustürzen“. Der faschistische Staat sei dem „Gemeinwohl der Nation“ verpflichtet, er stehe über jeglichen partikularen Interessen und wolle „die Italiener“ neu schaffen. Das Manifest spricht ausdrücklich vom „religiösen Charakter des Faschismus“.
Gentile hat dem Faschismus bis zu seinem gewaltsamen Tod im Jahr 1944 die Treue gehalten. Von 1925 bis 1929 gehörte er dem Faschistischen Großrat an, leitete von 1925 bis 1937 das nationale faschistische Kulturinstitut (Istituto Nazionale Fascista di Cultura) und wurde 1943 Präsident der Königlichen Akademie Italiens (Reale Accademia d’Italia).
Am 15. April 1944 starb er an den Folgen eines Attentats, nachdem Mitglieder der italienischen Widerstandsgruppe GAP mehrere Schüsse auf ihn abgefeuert hatten.

## Positionen
Gentile versuchte, seine Vorstellungen vom „ethischen Staat“ (stato etico) im Faschismus in die Praxis umzusetzen. Anfangs hatte er großen Erfolg, insbesondere wegen seiner Schulreform, und wurde als der wichtigste Intellektuelle des Faschismus gefeiert. Das änderte sich in der zweiten Hälfte der 1920er Jahre, als seine Schulreform wegen ihres Elitarismus angegriffen wurde und Mussolini sich der katholischen Kirche annäherte (Konkordat), was mit Gentiles Vorstellungen vom Verhältnis von Religion und Staat nicht in Einklang zu bringen war. Gentile blieb zwar bis in die 40er Jahre eine wichtige geistige Figur des Faschismus. Aber sein intellektueller Einfluss schwand. 1944 wurde er ermordet, wahrscheinlich von kommunistischen Partisanen. Die genauen Umstände des Attentates sind bis heute ungeklärt.
In der philosophischen und historischen Diskussion schon zu Lebzeiten und auch nach dem Tod Gentiles gehen die Einschätzungen weit auseinander. Er wird sowohl als Hegelianer und Idealist als auch als radikaler, amoralischer Aktionist bezeichnet. Kritiker betrachten seine Philosophie als Philosophie des Faschismus, die ihren Ausdruck in den Büchern Origini e dottrina del fascismo (1929, ³1934) und Genesi e struttura della società (postum, 1946) fand; andere meinen, der Aktualismus könne auch den Kommunismus begründen. Seine Anhänger leugnen von jeher eine Verbindung zwischen der Philosophie und dem politischen Handeln Gentiles.
In Italien spielt Gentile bis heute eine Rolle, da er eine Vielzahl einflussreicher Schüler hatte und von rechtsextremen Parteien auch weiterhin hochgehalten wird. Anlässlich seines 50. und 80. Todestages gab die Italienische Post 1994 und (im Auftrag des Ministerium für Unternehmen und Made in Italy) 2024 jeweils eine Sonderbriefmarke heraus. Minister Adolfo Urso begründete dies so: „Die […] Briefmarke ist ein pflichtbewusster Beitrag zu einer führenden Figur im italienischen Kulturpanorama der ersten Hälfte des 20. Jahrhunderts“ und „Die Gentile-Reform des Schulsystems ist ein System, das trotz der späteren Änderungen aufgrund seiner Aktualität immer noch in Kraft ist, weil es die Rolle der Ausbildung und Erziehung der Bürger stärkte und den Modernisierungsprozess Italiens nach dem Risorgimento beschleunigte“. In Südtirol stieß diese Ehrung auf Protest, da Gentiles Schulreform, mit der auch die Verwendung der deutschen Sprache in den Schulen verboten wurde, eine der Säulen für die Zwangsitalienisierung Südtirols im Faschismus war.

## Schriften
- Der aktuale Idealismus. Mohr Siebeck, Tübingen 1931.
- Grundlagen des Faschismus. Berechtigte Übersetzung von Dr. Eugen Haas des Werkes „Origini e dottrina del Fascismo“. Petrarca-Haus Köln 1936.
- Philosophie und Pädagogik, besorgt von Kurt Gerhard Fischer unter Mitarbeit von Michele Borrelli. Schöningh, Paderborn 1970.
- Opere complete, etwa 60 Bände. Firenze seit 1925.
- Opere filosofiche, Anthologie hrsg. von Eugenio Garin. Garzanti, Milano 1991.